# Serie 277 de Renfe

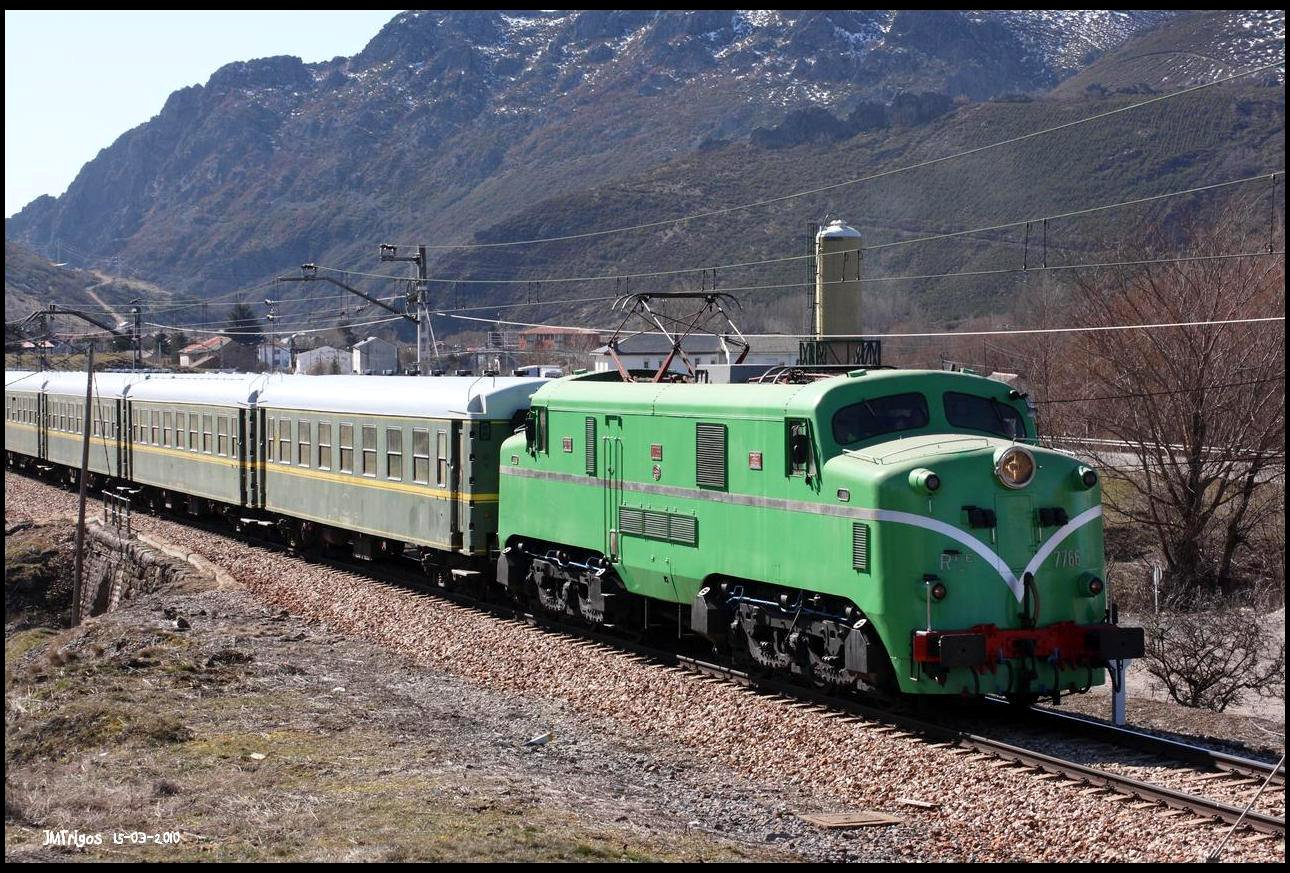
Locomotora de la serie 277 con coches de la serie 6000.

La serie 277 (7700 según la antigua numeración de RENFE) es una serie de locomotoras eléctricas de fabricación inglesa, apodadas las inglesas. Las 75 unidades que componían esta serie fueron fabricadas por English Electric entre los años 1952 y 1959. Fueron utilizadas para el transporte de mercancías que con su potencia de 2209 kW podía transportar estos trenes a 110 km/h. Esta serie de locomotoras fue un gran avance para los maquinistas, especialmente en cuanto a comodidad, ya que estas máquinas fueron entregadas cuando el vapor aún era muy habitual en las líneas ferroviarias de España. Actualmente la totalidad de la serie está fuera de uso, pero se conservan algunos ejemplares en funcionamiento, preservados por varias asociaciones de amigos del ferrocarril.

Adquiridas para cubrir recorridos montañosos electrificados, como el de la línea de Venta de Baños a Gijón que atraviesa la cordillera cantábrica pasando por el túnel de La Perruca de 3,1 km de longitud que salva el puerto de Pajares, o la rampa de Brañuelas en la línea de León a La Coruña.
Con una velocidad máxima de 110 km/h y una potencia de 2208 kW fueron utilizadas para trenes de mercancías principalmente, aunque también remolcaron trenes de viajeros. Incluso en los trayectos de fuertes rampas eran las encargadas de proporcionar doble tracción a los pesados trenes de mercancías y viajeros que lo requerían, como el desaparecido Expreso "Costa Verde" (Madrid-Gijón).